# Loxocera vittipleura
Loxocera vittipleura är en tvåvingeart som beskrevs av Shatalkin 1998. Loxocera vittipleura ingår i släktet Loxocera och familjen rotflugor.
Artens utbredningsområde är Vietnam. Inga underarter finns listade i Catalogue of Life.